# Höstlöv som faller
Höstlöv som faller (finska: Kuolleet lehdet) är en finsk komedi- och dramafilm från 2023 som hade biopremiär 13 oktober 2023. Filmen är regisserad av Aki Kaurismäki som även skrivit filmens manus. Kaurismäki har även producerat filmen tillsammans med Misha Jaari och Mark Lwoff. I huvudrollen som Ansa ses Alma Pöysti. Filmen vann juryn pris vid Cannes filmfestivalen 2023.

## Handling
Filmen utspelar sig i Helsingfors och kretsar kring två ensamma främlingar, Ansa och Holappa, som möts i natten på jakt efter kärlek. Men alkoholism, borttappade telefonnummer och att inte ens veta varandras namn kanske står i vägen.

## Rollista (i urval)
- Alma Pöysti - Ansa
- Jussi Vatanen - Holappa
- Janne Hyytiäinen - Huotari
- Nuppu Koivu - Liisa
- Matti Onnismaa
- Simon Al-Bazoon
- Martti Suosalo
- Sakari Kuosmanen
- Maria Heiskanen
- Alina Tomnikov